# French Open 1990
Die 89. French Open 1990 waren ein Tennis-Sandplatzturnier der Klasse Grand Slam, das von der ITF veranstaltet wurde. Es fand vom 28. Mai bis 10. Juni 1990 in Roland Garros, Paris, Frankreich statt.
Titelverteidiger im Einzel waren Michael Chang bei den Herren sowie Arantxa Sánchez-Vicario bei den Damen. Im Herrendoppel waren Jim Grabb und Patrick McEnroe, im Damendoppel Larisa Savchenko und Natallja Swerawa und im Mixed Manon Bollegraf und Tom Nijssen die Titelverteidiger.

## Herreneinzel

### Setzliste
| Nr. | Spieler                | Erreichte Runde |
| --- | ---------------------- | --------------- |
| 01. | Stefan Edberg          | 1. Runde        |
| 02. | Boris Becker           | 1. Runde        |
| 03. | Andre Agassi           | Finale          |
| 04. | Andrés Gómez           | Sieg            |
| 05. | Aaron Krickstein       | 3. Runde        |
| 06. | Emilio Sánchez Vicario | 1. Runde        |
| 07. | Thomas Muster          | Halbfinale      |
| 08. | Andrei Tschesnokow     | Achtelfinale    |

| Nr. | Spieler                | Erreichte Runde |
| --- | ---------------------- | --------------- |
| 09. | Jay Berger             | 1. Runde        |
| 10. | Martín Jaite           | Achtelfinale    |
| 11. | Michael Chang          | Viertelfinale   |
| 12. | Juan Aguilera          | 2. Runde        |
| 13. | Jim Courier            | Achtelfinale    |
| 14. | Magnus Gustafsson      | Achtelfinale    |
| 15. | Guillermo Pérez Roldán | Achtelfinale    |
| 16. |                        | Rückzug         |

## Dameneinzel

### Setzliste
| Nr. | Spielerin                 | Erreichte Runde |
| --- | ------------------------- | --------------- |
| 01. | Steffi Graf               | Finale          |
| 02. | Monica Seles              | Sieg            |
| 03. | Arantxa Sánchez Vicario   | 2. Runde        |
| 04. | Gabriela Sabatini         | Achtelfinale    |
| 05. | Zina Garrison             | 1. Runde        |
| 06. | Manuela Maleeva-Fragnière | Viertelfinale   |
| 07. | Mary Joe Fernández        | Viertelfinale   |
| 08. | Katerina Maleewa          | Viertelfinale   |

| Nr. | Spielerin                 | Erreichte Runde |
| --- | ------------------------- | --------------- |
| 09. | Conchita Martínez         | Viertelfinale   |
| 10. | Natallja Swerawa          | Achtelfinale    |
| 11. | Jana Novotná              | Halbfinale      |
| 12. | Judith Wiesner            | 3. Runde        |
| 13. | Rosalyn Fairbank-Nideffer | 1. Runde        |
| 14. | Raffaella Reggi           | 2. Runde        |
| 15. | Nathalie Tauziat          | Achtelfinale    |
| 16. | Laura Gildemeister        | Achtelfinale    |

## Herrendoppel

### Setzliste
| Nr. | Paarung                             | Erreichte Runde |
| --- | ----------------------------------- | --------------- |
| 01. | Rick Leach Jim Pugh                 | Achtelfinale    |
| 02. | Pieter Aldrich Danie Visser         | Viertelfinale   |
| 03. | John Fitzgerald Anders Järryd       | 1. Runde        |
| 04. | Jim Grabb Patrick McEnroe           | Halbfinale      |
| 05. | Scott Davis David Pate              | 1. Runde        |
| 06. | Jorge Lozano Todd Witsken           | Viertelfinale   |
| 07. | Sergio Casal Emilio Sánchez Vicario | Sieg            |
| 08. | Darren Cahill Mark Kratzmann        | 1. Runde        |

| Nr. | Paarung                          | Erreichte Runde |
| --- | -------------------------------- | --------------- |
| 09. | Guy Forget Jakob Hlasek          | 1. Runde        |
| 10. | Grant Connell Glenn Michibata    | Achtelfinale    |
| 11. | Mansour Bahrami Éric Winogradsky | 1. Runde        |
| 12. | Ken Flach Robert Seguso          | 2. Runde        |
| 13. | Tim Pawsat Tomáš Šmíd            | Achtelfinale    |
| 14. | Udo Riglewski Michael Stich      | 2. Runde        |
| 15. | Gustavo Luza Cássio Motta        | Achtelfinale    |
| 16. | Goran Ivanišević Petr Korda      | Finale          |

## Damendoppel

### Setzliste
| Nr. | Paarung                                | Erreichte Runde |
| --- | -------------------------------------- | --------------- |
| 01. | Jana Novotná Helena Suková             | Sieg            |
| 02. | Larisa Savchenko Natallja Swerawa      | Finale          |
| 03. | Kathy Jordan Elizabeth Smylie          | 2. Runde        |
| 04. | Mercedes Paz Arantxa Sánchez Vicario   | Viertelfinale   |
| 05. | Katrina Adams Lori McNeil              | Achtelfinale    |
| 06. | Nicole Provis Elna Reinach             | Halbfinale      |
| 07. |                                        |                 |
| 08. | Elise Burgin Rosalyn Fairbank-Nideffer | 2. Runde        |

| Nr. | Paarung                             | Erreichte Runde |
| --- | ----------------------------------- | --------------- |
| 09. | Sandra Cecchini Patricia Tarabini   | Viertelfinale   |
| 10. | Natalija Medwedjewa Leila Mes’chi   | Achtelfinale    |
| 11. | Lise Gregory Gretchen Rush          | Achtelfinale    |
| 12. | Betsy Nagelsen Monica Seles         | Achtelfinale    |
| 13. | Manon Bollegraf Raffaella Reggi     | Achtelfinale    |
| 14. | Nathalie Tauziat Judith Wiesner     | Halbfinale      |
| 15. | Jo-Anne Faull Rachel McQuillan      | Achtelfinale    |
| 16. | Claudia Kohde-Kilsch Brenda Schultz | Viertelfinale   |

## Mixed

### Setzliste
| Nr. | Paarung                              | Erreichte Runde |
| --- | ------------------------------------ | --------------- |
| 01. | Pieter Aldrich Elna Reinach          | Achtelfinale    |
| 02. | Danie Visser Nicole Provis           | Finale          |
| 03. | Patrick McEnroe Kathy Jordan         | 1. Runde        |
| 04. | Jorge Lozano Arantxa Sánchez Vicario | Sieg            |
| 05. | Todd Witsken Elise Burgin            | 1. Runde        |
| 06. | Tomáš Šmíd Elizabeth Smylie          | Achtelfinale    |
| 07. | Sergio Casal Betsy Nagelsen          | 1. Runde        |
| 08. | Robert Seguso Lori McNeil            | 1. Runde        |

| Nr. | Paarung                           | Erreichte Runde |
| --- | --------------------------------- | --------------- |
| 09. | Gustavo Luza Patricia Tarabini    | 2. Runde        |
| 10. | Kelly Jones Natalija Medwedjewa   | Halbfinale      |
| 11. | Tom Nijssen Manon Bollegraf       | 2. Runde        |
| 12. | Javier Frana Laura Gildemeister   | Achtelfinale    |
| 13. | Laurie Warder Penny Barg-Mager    | 1. Runde        |
| 14. | Mansour Bahrami Catherine Tanvier | 2. Runde        |
| 15. | Cássio Motta Sandy Collins        | 1. Runde        |
| 16. | Michiel Schapers Brenda Schultz   | Viertelfinale   |

## Junioreneinzel

### Setzliste
| Nr. | Spielerin         | Erreichte Runde |
| --- | ----------------- | --------------- |
| 01. | Martin Damm       | Viertelfinale   |
| 02. | Dirk Dier         | 1. Runde        |
| 03. | Oliver Fernandez  | 2. Runde        |
| 04. | Hernán Gumy       | 1. Runde        |
| 05. | Marcos Ondruska   | Achtelfinale    |
| 06. | Sébastien Leblanc | 1. Runde        |
| 07. | Andrij Medwedjew  | Viertelfinale   |
| 08. | Karim Alami       | 1. Runde        |

| Nr. | Spielerin        | Erreichte Runde |
| --- | ---------------- | --------------- |
| 09. | William Kyriakos | 2. Runde        |
| 10. | Emilio Alvarez   | Achtelfinale    |
| 11. | Pavel Gazda      | 2. Runde        |
| 12. | Dinu Pescariu    | Halbfinale      |
| 13. | Grant Doyle      | 2. Runde        |
| 14. | Ivan Baron       | Viertelfinale   |
| 15. | Marten Renstrom  | Achtelfinale    |
| 16. | Davide Scala     | Achtelfinale    |